# Meliosma vernicosa
Meliosma vernicosa är en tvåhjärtbladig växtart som först beskrevs av Frederik Michael Liebmann, och fick sitt nu gällande namn av August Heinrich Rudolf Grisebach. Meliosma vernicosa ingår i släktet Meliosma och familjen Sabiaceae. Inga underarter finns listade.